# 다중 상속

클래스 상속 다이어그램의 다이아몬드.

다중상속(Multiple inheritance)이란 객체 지향 프로그래밍의 특징 중 하나이며, 어떤 클래스가 하나 이상의 상위 클래스로부터 여러 가지 행동이나 특징을 상속받을 수 있는 것을 말한다.
다중 상속을 지원하는 언어는 다음과 같다: C++, (CLOS을 거쳐) Common Lisp, (The EuLisp Object System TELOS을 거쳐) EuLisp, Curl, Dylan, Eiffel, Logtalk, Object REXX, (mixin classes을 사용해서) 스칼라, Objective Caml, 펄, Perl 6, 파이썬, 그리고 Tcl (via Incremental Tcl).
비록 프로토콜 또는 "인터페이스"를 통해서 진정한 다중 상속의 몇 가지 기능을 제공하기는 하지만. 자바, 루비, 그리고 오브젝티브-C는 단일 상속만 구현했다.

## 같이 보기
- 유향 그래프